# Saint-Jean du Sud (ort)
Saint-Jean du Sud är en ort i Haiti.   Den ligger i departementet Sud, i den sydvästra delen av landet, 160 km väster om huvudstaden Port-au-Prince. Saint-Jean du Sud ligger 16 meter över havet och antalet invånare är 549.
Terrängen runt Saint-Jean du Sud är platt söderut, men åt nordväst är den kuperad. Havet är nära Saint-Jean du Sud åt nordost.  Närmaste större samhälle är Les Cayes, 15,2 km nordost om Saint-Jean du Sud. 